# Rosa Ana Chanzà
Rosa Ana Chanzà (Alcàsser, l'Horta Sud, 1972) és una ballarina professional i dissenyadora de vestuari valenciana.
Va estudiar ballet clàssic en el Conservatori Superior de Dansa de València i dansa moderna en l'Acadèmia de Dansa CODARTS de Rotterdam (Holanda). Després d'uns anys com a ballarina solista en Espanya i Holanda, passa a formar part de la companyia de ball del Teatre de Dortmund (Theater Dortmund) la temporada 1999-2000, en la qual gaudeix en nombroses ocasions de papers principals, d'entre els quals podem destacar al llarg de tretze temporades el de Carmen, amb coreografia del català Cayetano Soto Ramírez. Ha treballat amb altres coreògrafs reconeguts internacionalment com Jacopo Godani, Christian Spuck, William Forsythe, Mauro Bigonzetti i Xin Peng Wang.
L'any 2012 va concloure la seua carrera com a ballarina dels escenaris del Teatre de Dortmund, encara que l'any 2011 ja havia començat la seua transició cap el que ha esdevingut la seua actual professió, el disseny de vestits per a coreografies. Des d'aleshores ha treballat regularment amb coreògrafs de renom en teatres com l'Aalto Theatre d'Essen, el Theatre Hagen, el State Opera de Hannover, el State Theatre d'Innsbruck (Àustria), el mateix Theatre Dortmund, el Theatre d'Ulm, el Pfalztheater de Kaiserslautern i el Theatre d'Augsburg.
Com a dissenyadora de vestits de ballet o figurinista, Rosa Ana Chanzá ha creat vestits de dansa per a coreografies de ballet, dissenys de moda per a exposicions fotogràfiques i també de publicitat relacionada amb la dansa. Per al documental de producció alemanya Tanzt! 3D (2012), va dissenyar l'equip per a la versió escènica.